# 庄可柱
庄可柱（1955年2月—），吉林延吉人，中国人民解放军空军中将军衔，中国共产党党员。
1974年入伍，1996年12月任空军昆明基地参谋长；2000年12月任空军昆明基地司令员，2003年12月任空军昆明指挥所司令员，2004年7月任中国人民解放军空军参谋长助理，2005年1月任兰州军区空军参谋长，2010年7月任广州军区空军参谋长。2011年任兰州军区空军司令员。2013年7月任北京军区副司令员兼军区空军司令员。2016年1月，任新建立的中国人民解放军中部战区空军首任司令员。
2002年授中国人民解放军空军少将军衔，2013年授中国人民解放军空军中将军衔。